# Russia Beyond
Russia Beyond (bis 2017 Russia Beyond the Headlines), in Deutschland auch Russland Heute, ist ein nachrichtenorientiertes Onlineangebot des vom russischen Staat finanzierten RT-Eigentümers ANO TV-Novosti. Zuvor war es bis 2017 ein Tochterprojekt der russischen Staatszeitung Rossijskaja gaseta. Dieses wurde bis zur Einstellung der Printausgabe 2017 in verschiedenen Sprachen als Werbebeilage von Zeitungen veröffentlicht.
In seinen Print- und Onlineausgaben berichtete Russia Beyond über aktuelle Ereignisse und die Lebensweise in Russland. Bereits ab 2012 schwenkten die Inhalte mehr auf die Kreml-Linie ein. Die Finanzierung erfolgte über Ano TV aus staatlich russischen Mitteln. Die Umstellung auf eine reine Online-Erscheinungsweise mit dem Eigentümerwechsel 2017 wurde mit der Notwendigkeit der Effektivierung der Arbeit des Mediums begründet, die über das Netzwerk von RT besser auf das Zielpublikum im Ausland ausgerichtet werden könne.

## Verbreitung
Die Printbeilagen von Russia Beyond The Headlines erschienen von 2007 bis 2017 weltweit in 29 Zeitungen in 21 Ländern und in 14 Sprachen mit insgesamt 34,5 Millionen Lesern. Weiterhin gehören zu RBTH 15 Onlineausgaben, die 2011 monatlich insgesamt 3,5 Millionen Besucher zählten. Laut The Moscow Times sollte die Zeitungsbeilage als das Bild gelesen werden, das der Kreml in einer Zeit projizieren wollte, in der das Anlocken ausländischer Investitionen und Expertise ganz oben auf der Agenda Russlands stand.

## Struktur
Russia Beyond The Headlines wurde bis 2017 vom Verlag der Rossijskaja Gaseta unterstützt. Dies ist das offizielle Amtsblatt der russischen Regierung, in dem alle Gesetze und Erlasse publiziert werden. Hierfür erhält die Zeitung Zuschüsse aus dem russischen Staatshaushalt, ebenso wie der neue Eigentümer Ano TV.
Eine Zentralredaktion in Moskau erstellt für die Zielländer und Regionen alle Inhalte, die dann in den jeweiligen Redaktionsabteilungen gezielt den einzelnen Ländern angepasst werden. Zusätzlich publiziert jede Regionalausgabe Artikel über die Beziehungen zwischen Russland und dem jeweiligen Partnerland. Die überwiegende Mehrheit der Zeitungsinhalte wird exklusiv für Russia Beyond The Headlines produziert. Ein Teil der Inhalte wird aus den russischen Medien („Vedomosti“, „Kommersant“, „Rossijskaja Gaseta“, „Russkij Reporter“, „Moscow Times“ usw.) übernommen.

## Deutschsprachige Ausgabe
Von Dezember 2010 bis Februar 2014 lag die damals Russland Heute genannte Publikation als monatliche Werbebeilage der Süddeutschen Zeitung bei. Im Zuge der völkerrechtswidrigen Annexion der Krim durch Russland und des Russisch-Ukrainischen Kriegs setzte der Süddeutsche Verlag auf Bitte der SZ-Redaktion die Verbreitung zunächst mit der Ausgabe vom März 2014 aus, bevor der Vertrag schließlich aufgelöst wurde. Bereits zu Beginn der Kooperation hatte die Redaktion nach Auskunft ihres Auslandschefs die Verbreitung der Beilage kritisch gesehen. Im September 2014 kündigte das Handelsblatt an, die Werbebeilage künftig unter dem veränderten Titel Russia Beyond the Headlines zu vertreiben.
Im Onlinebereich war Russia beyond nach einer Untersuchung der Onlinezeitung Russland.news vom November 2016 unter den russischen und auf Russland bezogenen deutschsprachigen Anbietern der viertgrößte nach den staatlichen Seiten RT deutsch und Sputnik News sowie Russland.news selbst. Erfasst wurde dabei die Verbreitung in den Sozialen Netzwerken.

## Internationale Verbreitung bis 2017 in Tageszeitung
- The Washington Post (USA)
- The New York Times (USA)
- The Wall Street Journal (USA)
- The Daily Telegraph (Großbritannien)
- Le Figaro (Frankreich)
- European Voice (Belgien)
- Le Soir (Belgien)
- Handelsblatt (Deutschland)
- The Economic Times (Indien)
- Navbharat Times (Indien)
- Дума (Bulgarien)
- Nova Makedonija (Mazedonien)
- Folha de S.Paulo (Brasilien)
- La Repubblica (Italien)
- El País (Spanien)
- La Nación (Argentinien)
- El Observador (Uruguay)
- Geopolitika (Serbien)
- Politika (Serbien)
- Mainichi Shimbun (Japan)
- Gulf News (VAE)
- UDN (Taiwan)
- Today (Singapur)
- JoongAng Ilbo (Südkorea)
- South China Morning Post (China, Hong Kong)
- China Business News (China)
- The Age (Australien)
- The Sydney Morning Herald (Australien)
- Eleutheros Typos (Griechenland)

## Rezeption
Russia Beyond wird vor allem von westlichen Journalisten als halbregierungsamtliche Organisation zur Verbreitung der russischen Propaganda kritisiert und teilweise auch offen als „Propaganda-Zeitung“ bezeichnet.
Im Unterschied zu RT oder Sputnik News deutsch fallen jedoch auch kritische Untertöne zur Regierung Russlands oder den dortigen Zuständen auf, da der Zweck von Russia beyond weniger der „Kampf der Meinungen“, sondern Imagewerbung für Russland sei. Russia beyond versuche dabei, durch Offenheit Sympathie für Russland zu wecken und daneben Verständnis für Positionen der russischen Führung. Dabei werden regierungskritische Stimmen in Russland abgebildet, aber die Führung im Kreml als liberaler abgebildet, als sie sei. Der gute Ruf der Zeitungen, denen Russia beyond beiliege, wurde bis zum Stopp der Printproduktion 2017 für das eigene Image genutzt. Die Zeitung selbst sieht sich als „kritisch“, überlasse jedoch nach eigenen Worten „vernichtende Kritik an Russland“ anderen.